# Brigantina
Brigantina je jadrnica z dvema jamboroma, popolnoma kvadratno opremljenim sprednjim jamborom in vsaj dvema jadroma na glavnem jamboru: kvadratnim gornjim jadrom in gaflnim jadrom jadrom (za jamborom).Sandström, Fredrik (2000). »Brigantine (Archived copy)«. Arhivirano iz prvotnega spletišča dne 9. februarja 2014. Pridobljeno 15. novembra 2013.  Glavni jambor je drugi in višji od obeh jambori.
Starejše rabe so ohlapnejše; poleg zgornje stroge definicije (potrjene iz leta 1695) Oxfordski angleški slovar vključuje dve ok. 1525 definiciji: "majhno plovilo, opremljeno tako za jadranje kot za veslanje, hitrejše in lažje manevrirano kot večje ladje" in "(ohlapno) različne vrste tujih jadrnic in veslaških plovil, kot so galeon, galiota itd."
Brigantine so bile priljubljene med sredozemskimi pirati.

## Razlike med brigom in brigantino
Brig in brigantina sta si na prvi pogled podobna, saj sta oba dvojamborni jadrnici, glavne razlike med njima so v sistemu jadrovja:
Brig ima vsaj jamborna jadra kvadratne oblike, kar mu daje moč in stabilnost pri plovbi z vetrom v hrbet. Zaradi tega je bil priljubljen v mornarici in trgovini, saj je lahko nosil več tovora in orožja.
Brigantina ima kvadratno jadro le na prednjem, t.i. premčnem jamborju, medtem ko je glavni jambor opremljen z vzdolžnimi jadri. Ta so ji omogočala večjo okretnost in boljše manevriranje, zlasti v obalnih vodah ali pri plovbi proti vetru.